# Великопольский этнографический парк
Великопольский этнографический парк (пол. Wielkopolski Park Etnograficzny) — музей под открытым небом, находящийся на берегу озера Ледница в Ледницком ландшафтном парке около села Дзекановице Гнезненского повята Великопольского воеводства, Польша. Является филиалом Музея первых Пястов. Музей экспонирует объекты народной архитектуры, предметы материальной и духовной культуры великопольской деревни начала XX века.

## История
Строительство музея началось 29 сентября 1975 года. Первая выставка для публичного посещения была открыта 1 июня 1982 года. 25 мая 1993 года был присвоен статус музея.

## Экспозиция
В музее представлены дома и производственные сельскохозяйственные помещения. Объекты размещены таким образом, чтобы они представляли образ небольшой великопольской деревни начала и первой половины XX века. Композицию дополняют деревянная церковь, часовня, усадьба в барочном стиле, корчма, ветряная и водяная мельницы. Самое старое здания датируется 1935 годом. Во всех музейных объектах экспонируются предметы крестьянского быта, материальной и религиозной культуры. Самые старые экспонаты датируются 1602 годом.

## Галерея

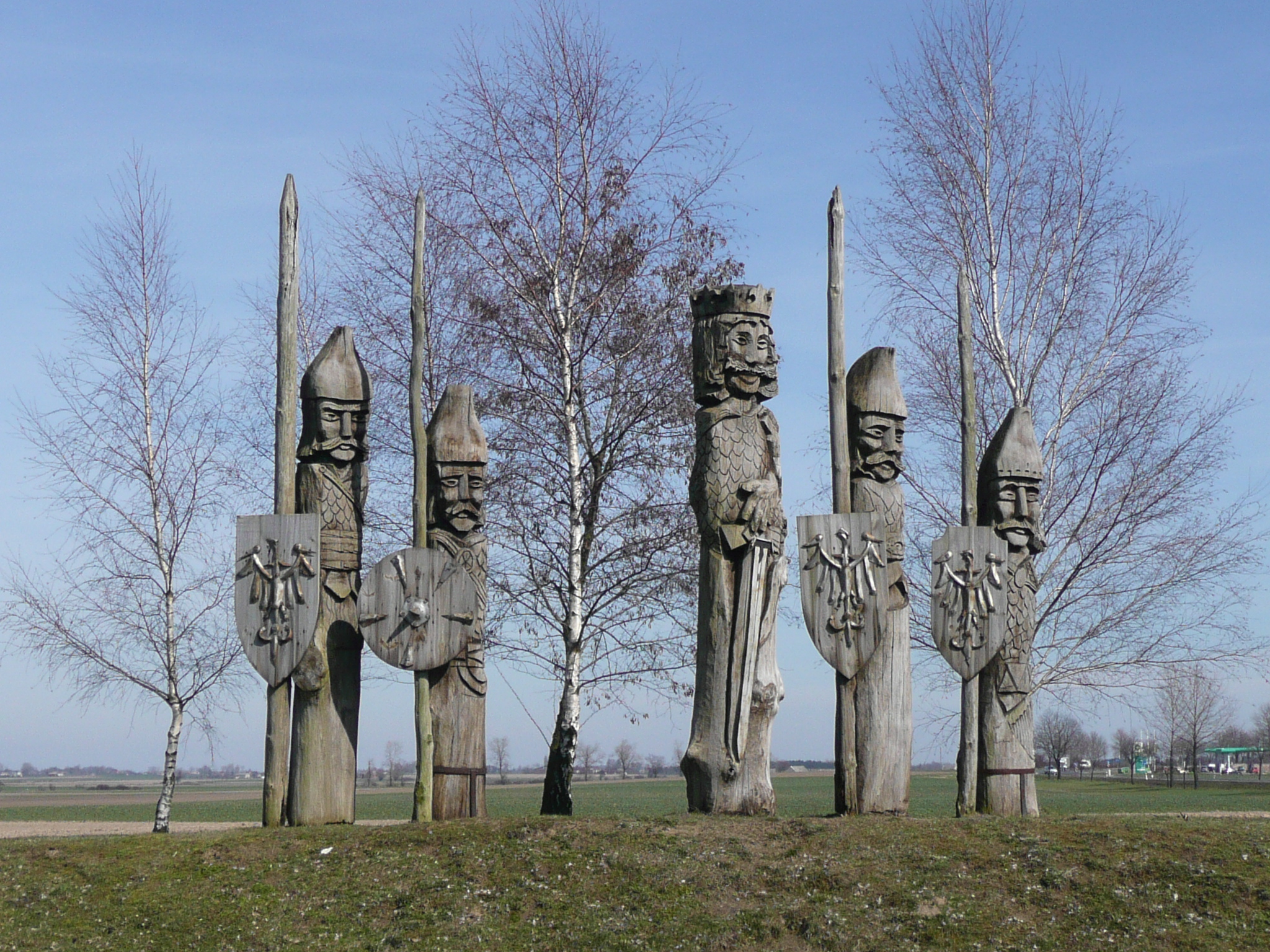
Деревянные фигуры
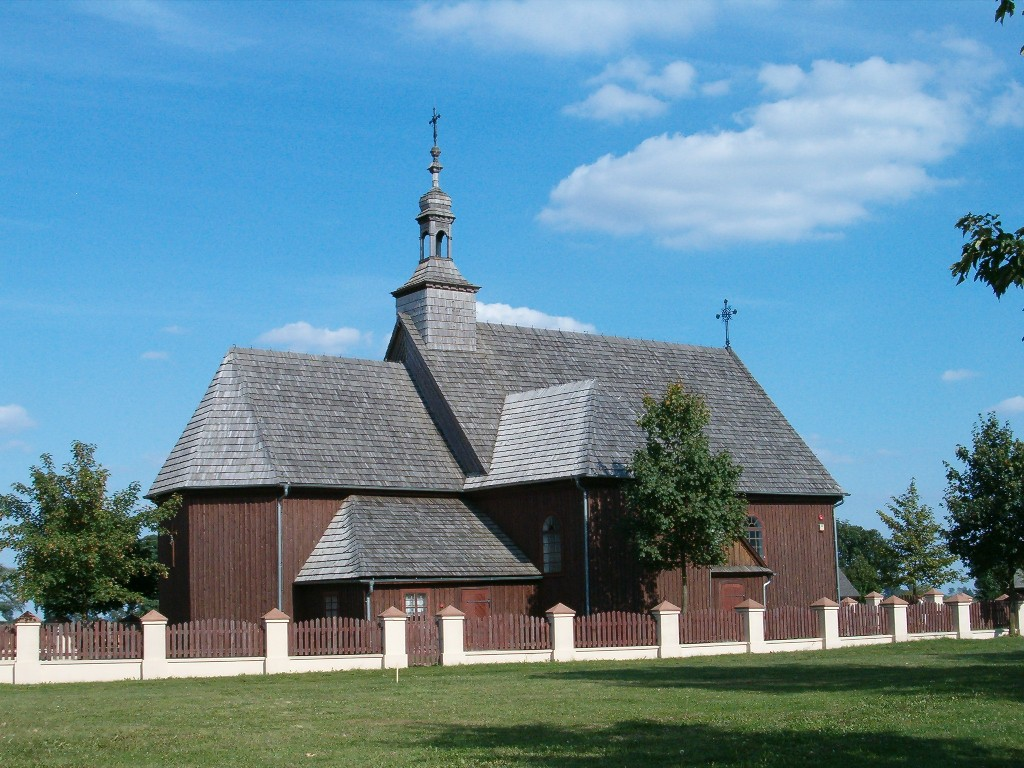
Деревянная церковь
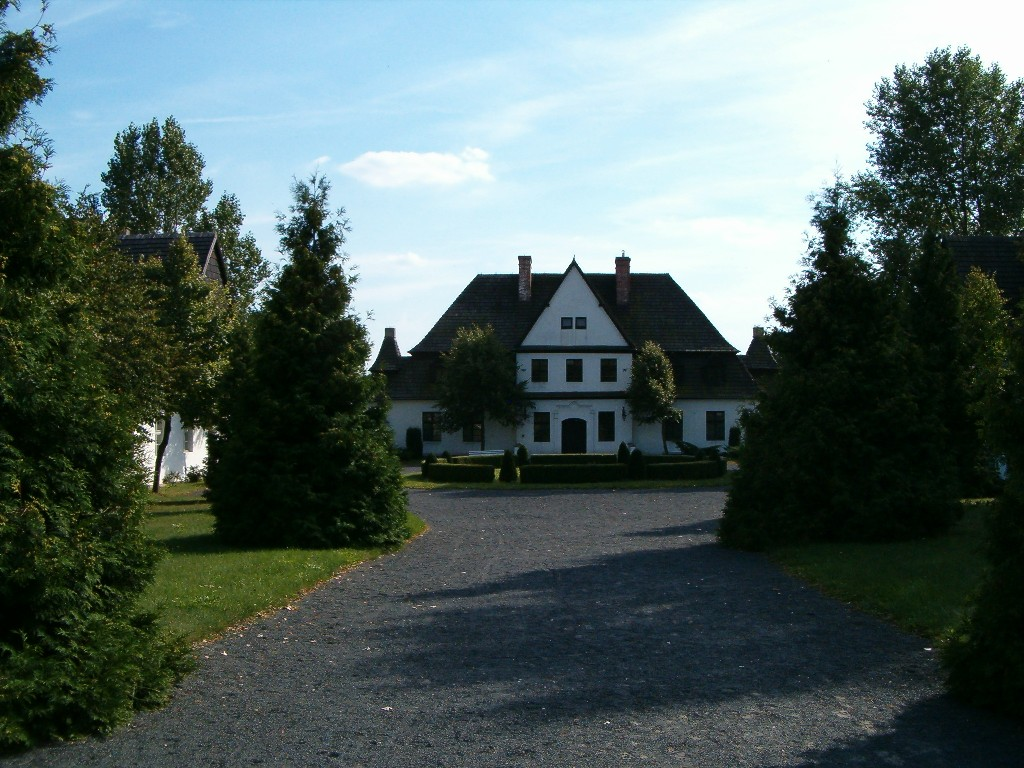
Усадьба
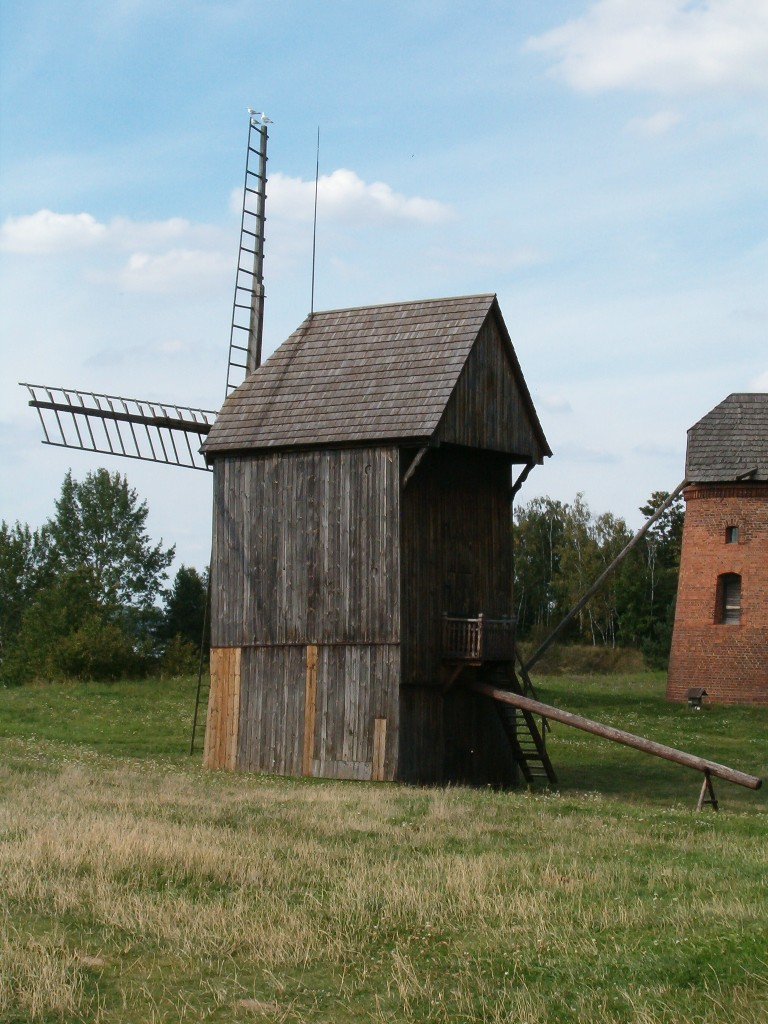
Мельница
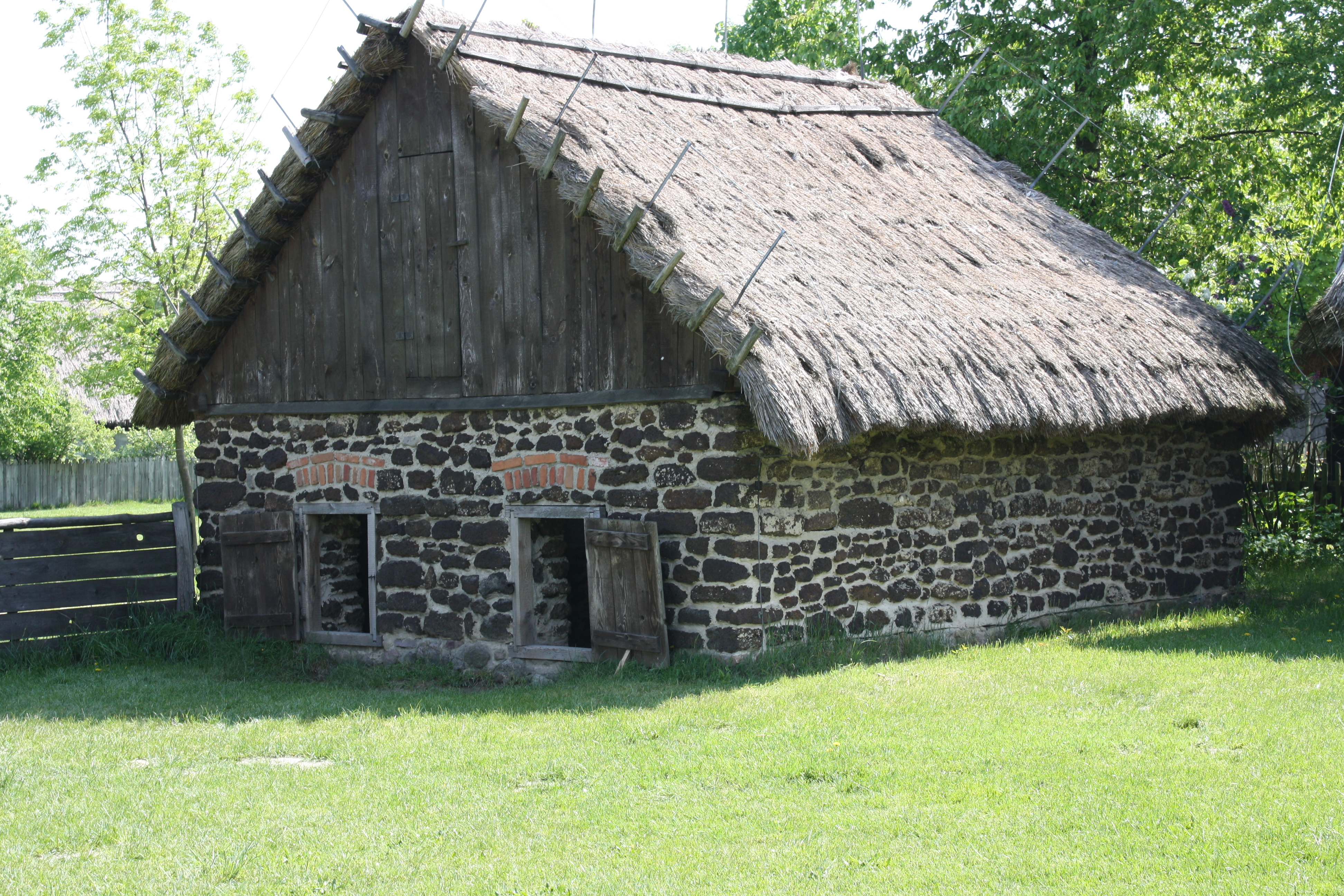
Корчма
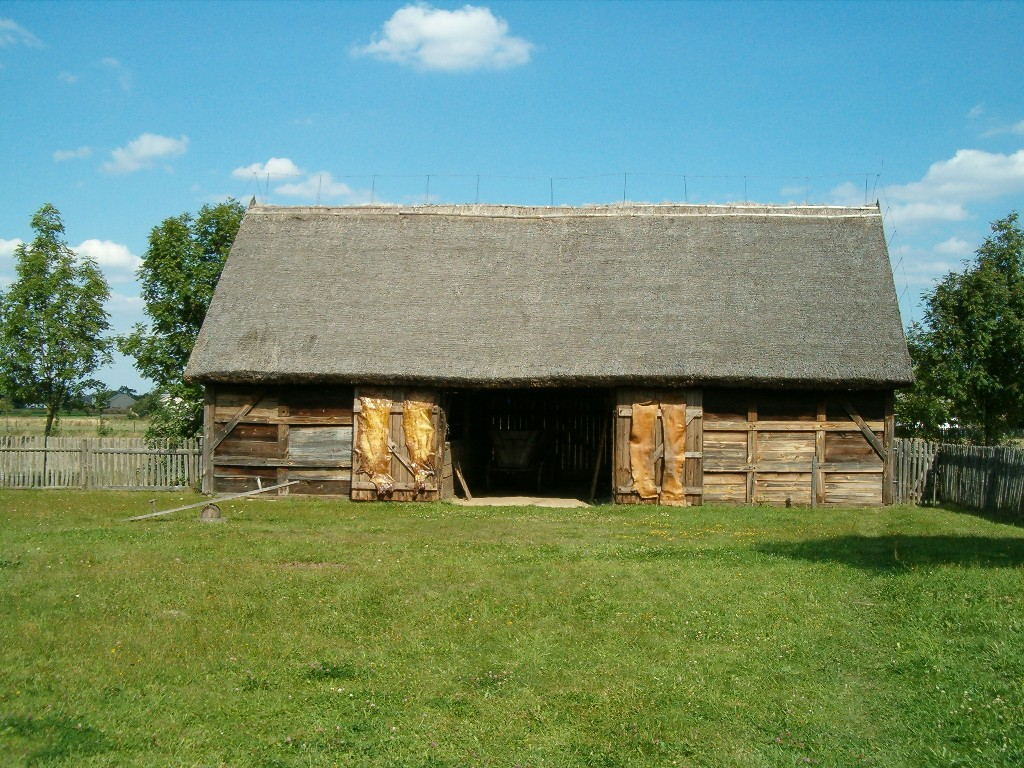
Амбар

## Источник
- Muzea Wielkopolski. Poznań: Kwartet, 2004, стр. 17-18. ISBN 83-917016-5-4.